# Oleksandrijský rajón
Oleksandrijský rajón (ukrajinsky Олександрійський район) je rajón v Kirovohradské oblasti na Ukrajině. Hlavním městem je Oleksandrija a rajón má přibližně 230 tisíc obyvatel.

## Města v rajónu
- Oleksandrija
- Svitlovodsk